# KFUM og KFUK i Danmark
|  | Denne artikel omhandler KFUM og KFUK. Opslagsordet har også anden betydning, se hhv. KFUM og KFUK. |
KFUM og KFUK i Danmark (Kristelig Forening for Unge Mænd og Kristelig Forening for Unge Kvinder) er en dansk, kristen bevægelse indenfor Folkekirken for børn og unge.
KFUM og KFUK i Danmark er en del af de to verdensbevægelser YMCA (KFUM) og YWCA (KFUK).
KFUM blev stiftet 23. februar 1873 i Haderslev på initiativ af orgelbygger Peter Christian Jacobsen. KFUK blev stiftet 28. november 1883 på initiativ af sygeplejer Karen Petersen, indtil 1902 med navnet KFUP (Kristelig Forening for Unge Piger). I 1976 blev de to bevægelser forenet, selvom man i realiteten havde fungeret som én bevægelse i mange år. 
Der findes en række selvstændige organisationer, der benytter KFUM eller KFUK i deres navn for eksempel KFUM-Spejderne, KFUMs Idrætsforbund og KFUMs Soldatermission. Siden 1968 har de været selvstændige bevægelser uden direkte tilknytning til KFUM og KFUK.

## KFUM og KFUK's formål
KFUM og KFUK's formål lyder: "KFUM og KFUK’s formål er at skabe aktiviteter og fællesskaber, hvor børn og unge møder den kristne tro og oplever dens relevans for deres liv".
Organisationen definerer sig selv som følgende:
"KFUM og KFUK er en kirkelig børne- og ungdomsbevægelse, der tilbyder børn og unge aktiviteter lokalt, lejre og festivaler over hele landet og et globalt fællesskab gennem YMCA og YWCA".
Bevægelsen er økumenisk (tværkirkelig) men med tilknytning til Folkekirken.

## KFUM og KFUK i Danmark i dag
KFUM og KFUK har omkring 9.000 medlemmer på landsplan (2024) fordelt i 100 lokalforeninger. De største foreninger ligger i Aarhus, København, Ikast, Aulum og Kolding. KFUM og KFUK arbejder i dag med et bredt tilbud af aktiviteter for børn, unge og voksne. Blandt andet børnehøjskoler, Fairhuse, ungdomskor, festivaler, lejre, børneklubber og musikgrupper. En lang række efterskoler har også tilknytning til KFUM og KFUK.
KFUM og KFUK vedtog på landsmødet i 2024 en vision, der løber frem til 2035:
Børn og unge skal 
have grund til at tro,
have håb for i morgen og vide, 
at der er brug for dem i dag.

## KFUM og KFUK i Danmarks historie
Dansk KFUM blev stiftet i 1873 i Haderslev, og ti år senere blev KFUP grundlagt i Vejle. Det samfund, som disse to organisationer blev til i, var i høj grad præget af den industrielle udvikling i Danmark i sidste halvdel af 1800-tallet. Vandringen fra land til by var markant i denne periode, og den betød, at mange mistede kontakten med deres hjemstavns menighed og kirke.
I forbindelse med urbaniseringen frygtede man i de kirkelige miljøer, hvad man kaldte en ”afkristning af samfundet”. Snævert sammenvævet med den diakonale bevægelse voksede en ansvarlighed for børns og unges kristelige opdragelse. Blandt andet udgav Diakonissestiftelsens præst, Harald Stein, i 1875 programskriftet ”Hvad vil den indre Mission”, hvor han agiterede for oprettelsen af svende- eller ynglingeforeninger efter tysk forbillede.

### KFUM oprettes
KFUM i Danmark tog sin begyndelse i Sct. Johannes Kirke på Nørrebro i København, hvor fem unge mænd, som kendte hinanden fra søndagsskole- og meningsarbejde, begyndte at mødes. De spurgte sognepræst og formand for Københavns Indre Mission, Rudolf Frimodt, om de måtte lægge deres aktiviteter ind under Københavns Indre Mission. Henvendelsen faldt sammen med KFUM's Verdenskonference i Genève i sommeren 1878, hvor et bestyrelsesmedlem fra Københavns Indre Mission, Chr. Keyper, deltog. Han kom begejstret hjem, og under inspiration fra Verdensforbundet blev der inviteret til møde den 16. september 1878, hvor man formelt stiftede "Kristelig Forening for Unge Mænd" (KFUM). Fra begyndelsen var Københavns KFUM og Københavns Indre Mission organisatorisk tæt knyttet til hinanden.
Fem år tidligere startede Peter Christian Jacobsen en dansk KFUM-forening i Haderslev, der på daværende tidspunkt var tysk territorium. I 2024 vedtog KFUM og KFUK's landsmøde at betragte dette som den retmæssige start på KFUM i Danmark og ændrede derfor landsbevægelsens stiftelsesdato til 23. februar 1873.

### KFUK oprettes
Efter at KFUM var startet mange steder i landet, følte kvinderne, at de manglede et forum, et samlingssted for unge kvinder inden for det frivillige kirkelige arbejde. Det førte til oprettelsen af "Kristelig Forening for Unge Piger" (KFUP) i Vejle i 1883, oprindeligt kaldet Pigeforeningen (foreningen ændrede først navn til KFUK i 1902). Foreningen blev startet på initiativ af sygeplejer Karen Petersen med inspiration fra Vejle KFUM. Med stor aktivitet de første år kunne foreningen mønstre 100 medlemmer allerede i 1886. Selvom KFUP opstod i tæt forbindelse med Indre Mission, var ikke alle i Indre Mission begejstret for tiltaget. Det skyldtes blandt andet kvinders ret til at tale og deltage i offentligt arbejde. Til sidst vedtog man at lade pigeforeningsarbejdet sortere under udvalget i Indre Mission, dog med et snævert spillerum i deres virke.
De følgende år oprettedes KFUK-foreninger rundt om i landet. KFUK blev en foregangsforening for socialt arbejde, og man etablerede institutioner for særligt udsatte grupper som enlige mødre, psykisk handicappede og voldsramte kvinder. De kommende årtiers uddannelsesvirksomhed i KFUK blev tilmed forløber for den danske socialrådgiveruddannelse.

### Bevægelsen vokser
I 1889 havde dansk KFUM blot 400 medlemmer, men allerede i 1896 var tallet vokset til 1.200 medlemmer i Hovedafdelingen og 600 i Ungdomsafdelingen. Præsten Olfert Ricard spillede en vigtig rolle i de kommende års udvikling, da han i 1896 overtog stillingen som sekretær for KFUM's Centralforening, og hurtigt blev kendt som en dygtig forkynder og leder. Han forblev daglig leder af KFUM's Centralforenings arbejde frem til 1908, i årene 1903-1905 desuden som den første generalsekretær for KFUM i Danmark. Også KFUK oplevede stor vækst, især i 1890’erne, hvor pigeforeningerne overhalede ynglingeforeningerne i medlemstal.
Samlet set (om end det på dette tidspunkt stadig er adskilte organisationer) havde KFUM og KFUK i Danmark ved århundredskiftet 16.000 medlemmer. I 1925 var der 60.000 medlemmer, ikke medregnet tallene fra yngsteafdelingerne.
Selv om KFUM og KFUK formelt forblev separate organisationer frem til 1976, fungerede de som én bevægelse i mange år.
Blandt årsagerne til bevægelsens succes har man blandt andet peget på det alsidige, nærmest folkeoplysende program for unge og på det, der er blevet kaldt en kulturåben linje og en kontekstuel tolkning af evangeliet, hvor forkyndelsen i høj grad forsøger at være relevant for og tale ind i de unges liv. Et kig i Hovedafdelingens ”Prospekt over Foreningsåret” fra 1906-7 fortæller, at der også var historiske, litterære og anatomiske foredrag, kurser om socialøkonomi, om bibelsk geografi, høstmarked og gymnastik.

### KFUM og KFUK-familien
I løbet af 1920’erne voksede KFUM sig til at blive, hvad nogle har kaldt for den ”fjerde kirkelige retning” – efter den grundtvigske, Indre Mission og Kirkeligt Centrum. Foruden Studenterbevægelsen og Gymnasiastbevægelsen voksede også FDF, KFUM-Spejderne, KFUK-spejderne (i dag: De grønne pigespejdere), KFUM Idræt, KFUM's Sociale Arbejde, KFUMs Soldatermission, Unge Hjem og Ungdommens Vel ud af KFUM, og på sit højdepunkt midt i 1920’erne var mere end 100.000 børn og unge tilknyttet bevægelsen.
Op til midten af 1960’erne var der nær kontakt mellem mange af organisationerne, idet der var en Fællesbestyrelse for KFUM, KFUK, KFUM-Spejderne, KFUK-spejderne og KFUM Idræt. Andre organisationer var løst knyttet til Fællesbestyrelsen, blandt andet det sociale arbejde og KFUMs Soldatermission.

### KFUM og KFUK's teologiske ståsted
Det teologiske grundlag for KFUM og KFUK's arbejde blev i vid udstrækning lagt af bevægelsens første generalsekretær, Olfert Ricard. I hans teologi spillede stræben og fromhed en vigtig rolle i forkyndelsen i KFUM. Fra den fattige verden, unge mænd kendte fra de københavnske brokvarterer, skulle de unge vises hen til Guds rige. I centrum af dette rige stod Kristus som vennen, føreren og kongen - jf. Olfert Ricards bog ”Kristus og hans mænd” (1909).
Hermed grundlagde Olfert Ricard bevægelsens fokus på at tolke evangeliet socialt (kontekstuelt) ind i unge menneskers eksistens. Det største nybrud i bevægelsens teologi skete i 1931, hvor Christian Baun blev ansat som generalsekretær som reaktion på en Tidehvervs-strømning i KFUM i 20’erne. Christian Baun skrev i 1932: 
Hos os er faren ikke den, at den historiske frelseskendsgerning forflygtiges af hensyn til forstanden, men hos os er faren den, at det historiske træder i baggrunden af hensyn til følelsen og oplevelsen. (…) Og hvor ofte har vi ikke hørt f.eks. prædikener, der mere var foredrag om psykologiske processer end om Guds skabende og frelsende gerning, eller helliggørelsesprædikener, hvor grundtonen var, hvad mennesker kan og skal og ikke Guds værk?”.
Hermed blev der lagt markant afstand til Olfert Ricard-tidens teologi og forkyndelse. Inspirationen blev nu ikke længere hentet fra Amerika, men fra Luther.
På et Verdensrådsmøde i 1983 formulerede Dr. Poulose Mar Poulose fire teser, som har været betegnende for KFUM og KFUK's arbejde og teologiske ståsted fra 80’erne og frem til i dag: "En kristen bevægelse må være Kristus-centreret i sit engagement, må have en aktuel og verdensnær livsanskuelse, må være økumenisk af natur og profetisk i sin livsstil." Dertil kan man lægge en holdning – og handling – i KFUM og KFUK om, at der til en evangeliserende bevægelse hører samfundsansvar og diakoni/nødhjælp.

### Indre Mission og KFUM og KFUK
Indre Mission og KFUM og KFUK i Danmark gik hånd i hånd under Indre Mission-formændene Vilhelm Beck og Frederik Zeuthen. Men med Carl Moe som formand for Indre Mission og præsident for Fællesbestyrelsen, forværredes samarbejdet. Carl Moe kritiserede den kulturåbne linje, da der for pietisten Moe kun var ét fornødent, omvendelsesforkyndelsen. Efterhånden blev samarbejdet så dårligt, at Olfert Ricard i 1925 nedlagde sit hverv som landsformand for dansk KFUM.
De to organisationer forblev dog organisatorisk tæt forbundne, men KFUM bevægede sig langsomt væk fra Indre Mission. Det sås eksempelvis ved, at KFUM og KFUK efter 2. verdenskrig meldte sig ind i Dansk Ungdoms Fællesråd (DUF), hvorved man brød med Indre Missions tradition for at være upolitisk i sit virke – noget, grundlæggeren Vilhelm Beck slog fast med ordene Guds børn skal ikke blande sig i politik – det kan man lade de ugudelige om. Spændingerne mellem de to bevægelser blev større, da KFUM og KFUK afviser en Indre Missionsk boykot af de første kvindelige præster i 1948.
I de kommende år åbnede KFUM og KFUK sig også markant mod den øvrige verden, dels gennem et omfattende diakoniprogram udført gennem arbejdet for flygtninge og krigsfanger, dels gennem en øget aktivitet i det økumeniske arbejde i KFUMs Verdensforbund.
Uenighederne om foreningens retning kulminerede i 1978, hvor Indre Mission 12. december 1978 opsagde samarbejdet med KFUM og KFUK, og startede et halvt år efter sin egen ungdomsafdeling, IMU.

### KFUM og KFUK i Danmark bliver til
I 1976 blev KFUM og KFUK forenet, selvom man i realiteten fungerede som én bevægelse i mange år inden. Sammenlægningen fandt sted på et fælles Lands- og delegeretmøde på Nyborg Strand med 277 stemmer fór og 31 imod. Optakten startede allerede i 1972, hvor KFUM på sit Lands- og delegeretmøde var indstillet på en sammenlægning. Der var dog mere tvivl i KFUK samme år, hvor et stort flertal var imod forslaget. Men opløsningen af KFUK i Danmark blev alligevel vedtaget på næstkommende KFUK Delegeretmøde med 124 stemmer fór og 29 imod.  